# Wamme
Wamme är ett vattendrag i Belgien.   Det ligger i regionen Vallonien, i den sydöstra delen av landet, 100 km sydost om huvudstaden Bryssel.
I omgivningarna runt Wamme växer i huvudsak blandskog. Runt Wamme är det ganska glesbefolkat, med 43 invånare per kvadratkilometer.